# Emanuil Mastorakis
Emanuil (Manolis) Mastorakis, gr. Μανόλης Μαστοράκης (ur. 25 maja 1947 w Jerapetrze) – grecki polityk, inżynier, samorządowiec związany z Ierápetrą, od 1999 do 2004 poseł do Parlamentu Europejskiego.

## Życiorys
W 1970 ukończył studia inżynierskie na politechnice w Atenach. Pracował w firmach budowlanych, później prowadził własną działalność gospodarczą. Od 1979 był radnym Jerapetry, w latach 1991–1998 sprawował urząd burmistrza tej miejscowości. Od 1991 do 1994 pełnił też funkcję radnego na Krecie. Działał w organizacjach samorządu zawodowego i zrzeszeniach samorządowych.
W 1999 z listy Panhelleńskiego Ruchu Socjalistycznego uzyskał mandat posła do Parlamentu Europejskiego V kadencji. Należał do grupy socjalistycznej, pracował m.in. w Komisji Polityki Regionalnej, Transportu i Turystyki. W PE zasiadał do 2004. Od 2007 do 2010 ponownie był burmistrzem rodzinnej miejscowości. W 2011 został dyrektorem lokalnego szpitala.